# Davide Caremi
Davide Caremi (Como, 5 maggio 1984) è un ex calciatore italiano, di ruolo centrocampista.

## Carriera
Il giocatore inizia la sua carriera nel Como, collezionando 24 presenze fino a gennaio 2004, quando viene ceduto al Pescara. Dopo aver collezionato 12 presenze in prestito prima a Novara e poi tra le file della Virtus Lanciano, viene ceduto all'Albinoleffe nell'estate 2006. In questa stagione segna un solo gol, il 29 settembre 2006 contro il Brescia, in un totale di 13 apparizioni. Per la stagione 2007-2008 viene ceduto all'Ancona, con cui segna un solo gol in 31 presenze. Torna all'AlbinoLeffe nel 2008, e durante la stagione 2008-2009 scende in campo 27 volte, segnando soltanto il 13 dicembre 2008 contro il Frosinone (ultimo gol della sua carriera).
Nel 2009 passa al Frosinone, un cui milita fino al 2011, per passare fino al 2012 all'Andria. A seguito della squalifica di 3 anni e 6 mesi imposta il 18 giugno 2012, il giocatore decide di ritirarsi.
Ha collezionato 144 presenze e 4 gol nella sua carriera.

## Dopo il ritiro
Dopo essersi ritirato apre un ristorante a Como, in cui lavora anche come cameriere. Accetta a febbraio 2017, per amicizia con allenatori e dirigenti del Maslianico Calcio 1902 , di rimettersi le scarpe da calcio per aiutare i giovani della squadra militante in Prima Categoria.

### Calcio scommesse
In seguito allo scandalo del calcioscommesse, l'8 maggio 2012 viene deferito dalla Procura federale della FIGC.
Il 1º giugno 2012 il procuratore federale Stefano Palazzi richiede per lui 3 anni e 6 mesi di squalifica.
Il 18 giugno in primo grado gli viene confermata la squalifica di 3 anni e 6 mesi.
Il 9 febbraio 2015 la procura di Cremona termina le indagini e formula per lui e altri indagati le accuse di associazione a delinquere e frode sportiva.